# Anaxyrus compactilis
Anaxyrus compactilis е вид жаба от семейство Крастави жаби (Bufonidae). Видът е незастрашен от изчезване.

## Разпространение
Разпространен е в Мексико.